# Слюдянка (река, Слюдянский район)
Слюдя́нка — река в Иркутской области. Впадает в залив Култук озера Байкала.
Длина реки — 21 км, площадь водосборного бассейна — 73,3 км². По данным наблюдений с 1961 по 1999 год среднегодовой расход воды в 3 км от устья составлял 0,82 м³/с. Высота устья — 455,9 м над уровнем моря. Высота истока — 1600 м над уровнем моря.
Название объясняется тем, что с XVIII века в долине реки ведётся добыча слюды. Привычная для сибиряков «Слюдянка» вошла в языковой оборот благодаря геологу, минералогу, зоологу, химику, общественному деятелю, академику Петербургской академии Эрику (Кириллу) Густавовичу Лаксману, впервые посетившему Южное Прибайкалье в 1766 году.
Берёт начало в Хамар-Дабане под Пиком Черского и течёт на север по узкой долине, зажатой Комаринским и Становым хребтами. В верхней части бежит в скалистых, безлесных берегах, внизу — в горно-таёжной местности. Русло реки каменисто, состоит из огромных глыб мрамора и гранита.
Вдоль реки идёт хорошая тропа, по которой в любое время года ходят тысячи туристов. До начала подъёма на метеостанцию Хамар-Дабан тропа пересекает речку около 20 раз. Сейчас в таких местах везде есть пешеходные мостики. В долине расположен крупный мраморный карьер. В своё время здесь были открыты месторождения слюды, лазурита и других цветных камней.
В устье расположен районный центр — город Слюдянка.
Горная река имеет непостоянный характер течения. В черте города воды реки уходят под землю, а русло зарастает деревьями. Это составляет угрозу наводнения при паводках и ливневых дождях, когда Слюдянка может выйти из берегов.
Нередко образуются заломы и запруды, а грозные воды Слюдянки обрушиваются на город. Так было в 1958-м и 1971-м годах. Эти наводнения сопровождались разрушительными последствиями для жителей Слюдянки. Поэтому в городе построены защитные дамбы вдоль берегов реки.